# Rodenstock
Rodenstock GmbH é um companhia alemã que produz lentes oftámologicas e armações para óculos. A empresa, foi fundada por Josef Rodenstock em 1877.
Ela produziu equipamentos de óptica de precisão e que se chamava Rodenstock Präzisionsoptik, onde produzia câmeras e lentes fotográficas, a partir da década de 1960, com o crescimento dos fabricantes japoneses de produtos fotográficos, a indústria alemã de câmeras entrou em decadência e nas décadas posteriores teve de diversificar a sua gama de produtos ao produzir equipamentos ópticos para industrias e tecnologias de ampliação, porém 1996 a Rodenstock desmembrou essa divisão em uma nova companhia, a Rodenstock Photo Optics e se concentrou em produtos oftalmológicos.
Em 2003 empresa britânica de investimentos Permira adquiriu 49% da Rodenstock e um ano depois passou para 85% do capital total da companhia,em dezembro de 2006 foi vendida para a companhia britânica Bridgepoint Group por um valor não declarado, em 2015 a companhia americana Compass Partners adquiriu a Rodenstock e onde foi proprietária até março de 2021, quando foi comparada pela Apax Partners por 1,8 bilhão de dólares.
Em dezembro de 2022 vendeu sua divisão de fabricação de óculos para o grupo italiano De Rigo, a venda inclui as marcas Rodenstock Eyewear e Porsche Design Eyewear, após essa operação, a Rodenstock passa a concentrar-se somente em fabricar lentes oftalmológicas.

### Produtos feitos pela Rodenstock
- Lentes oftalmológicas[10]
  - Lentes fotossensíveis[10]
  - Lentes progressivas[10]
  - Lentes monofocais[10]
- Scanners para oftalmologistas[11]

Está sediada em Munique e em 2024 possuía cerca de 5.000 funcionários e 16 unidades de produção em 15 países.
No Brasil sua sede fica na cidade do Rio de Janeiro.